# Entebbes internationella flygplats
Entebbes internationella flygplats cirka 10 km sydväst om Entebbe är Ugandas största flygplats. 
Den nuvarande passagerarterminalen byggdes under senare hälften av 1970-talet. De äldre delarna av flygplatsen används av Ugandas försvarsmakt.
Flygplatsen stod i världens fokus 1976 då ett av Air Frances passagerarflygplan kapades i Athen på väg till Paris av palestinier från en extremfalang inom PFLP och tyska vänsterextremister från Revolutionäre Zellen. Flygplanet landade på Entebbe flygplats den 28 juni. Senare fritogs gisslan av israeliska kommandosoldater i Operation Entebbe.
Entebbe Airport är också en Cooperative Security Location för USA:s försvarsmakt.

## Flygbolag och destinationer
- Africa Safari Air (Arua, Gulu, Mbarara, Johannesburg)
- Air Burundi (Bujumbura)
- Air Tanzania (Dar es Salaam)
- Air Uganda (Nairobi, Juba, Khartoum, Dar-es-Salaam, Zanzibar)
- Avient Aviation (Châlons-en-Champagne)
- British Airways (London-Heathrow)
- Brussels Airlines (Bryssel)
- Eagle Air (Arua, Gulu, Moyo, Kidepo, Kitgum, Pakuba, Juba, Yei, Bunia)
- EgyptAir (Kairo)
- Emirates (Dubai) (Addis Ababa)
- Ethiopian Airlines (Addis Ababa, Lilongwe)
- Fly540 (Nairobi)
- Great Lakes Airways (Frakt) (Brussels, Dubai)
- Kenya Airways (Nairobi)
- KLM (Amsterdam)
- Martinair (Amsterdam)
- Precision Air (Mwanza, Kilimanjaro/Arusha)
- Royal Daisy Airlines (Juba, Kisumu)
- Rwandair Express (Kigali)
- Skyjet Airlines (Juba, Khartoum)
- South African Airways (Johannesburg)
- Sudan Airways (Khartoum)
- United Airlines Ltd. (Gulu, Arua)